# Клеефельд, Вильгельм
Вильгельм Клеефельд (нем. Wilhelm Kleefeld; 2 апреля 1868, Майнц — 2 апреля 1933, Берлин) — немецкий музыковед
 и дирижёр.
Изучал естественные науки в Гейдельбергском университете, затем музыковедение в Берлинском университете (в том числе под руководством Филиппа Шпитты). В 1891—1896 гг. оперный дирижёр в Майнце, Трире, Мюнхене и Детмольде. В 1897 г. защитил в Берлине диссертацию, посвящённую оркестру Гамбургской оперы в 1678—1738 гг. Преподавал в Консерватории Шарвенки, в 1901 г. габилитировался, после чего перешёл на работу в Грайфсвальдский университет.
Редактировал издательскую серию «Возрождение оперы» (нем. Opernrenaissance), в рамках которой подготовил переиздания, в частности, «Дона Паскуале» Доницетти, «Господина капельмейстера» Ф. Паэра, «Тайного брака» Чимарозы; совместно с Йозефом Странским подготовил новую редакцию оперы Гектора Берлиоза «Беатриса и Бенедикт» (премьера 1913, Лейпциг). Опубликовал биографию Клары Шуман (1910) и книгу «Эрнст Людвиг Гессен-Дармштадтский и немецкая опера» (нем. Landgraf Ernst Ludwig von Hessen - Darmstadt und die deutsche Oper; 1904) — очерк истории дармштадтской музыкальной школы начала XVIII века. Автор многочисленных статей в журнале «Velhagen und Klasings Monatshefte», в том числе обзора вагнеровских дирижёров и пространного очерка о том, что женщины неспособны сочинить оперу ввиду отсутствия у них чувства формы.